# Skriksviken
Skriksviken är en sjö i Bergs kommun i Jämtland och ingår i Ljungans huvudavrinningsområde. Sjön har en area på 0,093 kvadratkilometer och ligger 460,4 meter över havet. Sjön avvattnas av vattendraget Arån.

## Delavrinningsområde
Skriksviken ingår i det delavrinningsområde (696543-139786) som SMHI kallar för Ovan Galbäcken. Medelhöjden är 487 meter över havet och ytan är 2,1 kvadratkilometer. Räknas de 39 avrinningsområdena uppströms in blir den ackumulerade arean 296,07 kvadratkilometer. Arån som avvattnar avrinningsområdet har biflödesordning 2, vilket innebär att vattnet flödar genom totalt 2 vattendrag innan det når havet efter 272 kilometer. Avrinningsområdet består mestadels av skog (80 procent). Avrinningsområdet har 0,09 kvadratkilometer vattenytor vilket ger det en sjöprocent på 4,5 procent.